# Битва под Шкловом (1581)
Битва под Шкловом — сражение в конце июня 1581 года близ города Шклова, в период Ливонской войны.
Русское войско под фактическим руководством воеводы Дмитрия Хворостинина одержало победу над польско-литовским войском, состоявшим преимущественно из иностранных наёмников.

## Ход событий
В 1580 году польско-литовский король Стефан Баторий совершил опустошительный поход в Северо-Западную Русь и собирался весной 1581 года выступить к Пскову для его захвата. В другом источнике указано что в 1580 году Стефан, двинув к Смоленску 9-тысячный отряд Кмита, сам направился к Великим Лукам и, после взятия Великих Лук, Торопца, Заболотья и других пунктов к югу от Пскова, подошел к этому городу. Успех польских войск облегчался в значительной степени тем, что разбросанные русские войска не могли оказать серьезного сопротивления: воеводы действовали без всякого плана, самого царя при войске не было.
Чтобы удержать Батория от этого, из Смоленска в марте выступило русское войско во главе с несколькими воеводами (Михаил Катырев-Ростовский, Хворостинин, Меркурий Щербатов, Иван Туренин, второй воевода Иван Бутурлин, Роман Бутурлин), в другом источнике указано что в начале 1581 года были двинуты из Можайска в литовские земли небольшие отряды. В рати были дворяне, служилые татары, конные стрельцы и казаки, вооружённые пищалями.
Фактическим руководителем похода был талантливый воевода Дмитрий Хворостинин, которого по местническим причинам формально определили второстепенным командиром. «Наконечником копья» русского войска был отряд волжских казаков под предводительством Ермака Тимофеевича. Историк Руслан Скрынников предполагает, что у Хворостинина была флотилия и одни воины сражались на лошадях, а другие — на речных стругах.
Спускаясь по Днепру, воинство Хворостинина совершило рейд к Дубровно, Орше и Шклову. Под Шкловом литовцы и поляки пытались остановить русские войска и дали бой. Как писала Разрядная книга, выписку из которой приводил Николай Карамзин, «Литовскую землю повоевали, а были у Дубровны и у Орши, и у Покоси, и у Чклова, и у Могилева, и у Радомля, посады пожгли и под Чкловом были бои: на том бою литовских людей побили и язык многие поимали». В сражении был убит воевода передового полка Роман Бутурлин.
Посад Шклова был захвачен, ограблен и сожжён. Затем та же участь ждала посад Могилёва. От Могилёва русские войска ушли к Радомлю и Мстиславлю, а оттуда повернули назад с крупным полоном. «И у Могилева посады пожгли и много товаров поимали и ляхов побили и много полону поимали и сами вышли со всеми людьми на Смоленеск, дал Бог, здорова».

## Последствия
Русское войско, отправившееся в поход без артиллерии, не переходило к затяжным осадам городских замков, сделав ставку на мобильность, разрушение материальной базы Батория и избежание столкновения с его крупным войском, которое собиралось в Полоцке. Однако держа Батория в напряжении от непредсказуемости своих ударов, оно вынудило его отложить наступление на Псков и потерять ценные летние месяцы. В результате, Баторий смог начать знаменитую неудачную осаду Пскова (где оборонялся брат Хворостинина Андрей) лишь в августе, что в связи со скорым наступлением холодов ухудшило его шансы на взятие города.